# أنغورتلار سفلي
أنغورتلار سفلي (بالإنجليزية: Angurtlar-e Sofla)‏ هي قرية تقع في قسم اجارود الشمالي الريفي (مقاطعة غرمي) في إيران. يقدر عدد سكانها بـ 305 نسمة .